# Matidero
Matidero es una entidad de población española del municipio de Boltaña, perteneciente a la provincia de Huesca, en la comunidad autónoma de Aragón.

## Toponimia
El lugar se conoció primero como «Matidero y su Honor» y luego ya como «Matidero».

## Historia
Hacia mediados del siglo XIX, el lugar, por entonces con ayuntamiento propio, tenía contabilizada una población de 178 habitantes. Aparece descrito en el undécimo volumen del Diccionario geográfico-estadístico-histórico de España y sus posesiones de Ultramar de Pascual Madoz con las siguientes palabras:

MATIDERO Y SU HONOR: l. con ayunt. en la prov. de Huesca (6 leg.), part. jud. de Boltaña (2), aud. terr. y c. g. de Zaragoza (16), dióc. de Jaca (11 1/2): está sit. á corta dist. de la márgen izq. del r. Alcanadre, donde el clima es frio y despejado. Se compone de 24 casas de mala construccion y una igl. parr. (San Miguel): es el curato de entrada y provision del prior del monast. de San Juan de la Peña; y lo sirve un cura párroco que comprende los anejos de las tres ald. de Alastrue, Vivan y Binueste, siendo la titular del 1.º El Salvador; del 2.º Sta. Eulalia y del 3.º San Martin. Confina el térm. por el N. con la Plana; E. Campo de Arbe; S. Las Bellostas, y O. Securena; dentro de su circunferencia se hallan enclavadas las 3 aldeas mencionadas anteriormente y en todas ellas hay buenas fuentes para el abasto del vecindario; ademas corre por el térm. el r. Alcanadre con direccion de N. á S.: el terreno es parte llano y parte montuoso, y le atraviesa un camino de herradura que de Barbastro conduce á Jaca. prod. trigo y leña; cria ganado lanar y cabrío. pobl.: 24 vec., 178 alm. riqueza imp.: 31,185 alm. contr.: 4,177.
(Madoz, 1848, p. 310)

El municipio de Matidero desapareció de cara al censo de 1857 y el término se incorporó al de Secorún. En la actualidad, pertenece al municipio de Boltaña. En 2023, la entidad singular de población tenía empadronados tres habitantes.